# Ведьмак (1-й сезон)
Первый сезон фэнтезийного драматического сериала «Ведьмак», основанного на цикле произведений Анджея Сапковского о ведьмаке Геральте, включает восемь эпизодов. Главные роли в нём сыграли Генри Кавилл (Геральт из Ривии), Аня Чалотра (Йеннифэр из Венгерберга) и Фрейя Аллан (Цирилла). Все серии появились на стриминговом сервисе Netflix 20 декабря 2019 года. Отзывы критиков и рядовых зрителей были противоречивыми.

## Сюжет
Действие «Ведьмака» разворачивается в вымышленном мире, похожем на Европу позднего средневековья. В первом сезоне развиваются три сюжетных линии. Литературной основой одной из них стали отдельные рассказы Анджея Сапковского из сборников «Последнее желание» и «Меч предназначения». Ведьмак Геральт из Ривии убивает княжну Ренфри, из-за чего получает прозвище «Мясник из Блавикена», спасает от гибели Йожа из Эрленвальда (благодаря этому его «Ребёнком-Неожиданностью» становится «Львёнок Цинтры» Цирилла), встречает прекрасную чародейку Йеннифэр из Венгерберга, которая становится любовью всей его жизни, и барда Лютика. Сериал рассказывает предысторию Йеннифэр, отсутствующую в книгах: этот персонаж изображён как горбунья, оказавшаяся на обучении в чародейской школе в Аретузе и изменившая свою внешность благодаря чарам. Параллельно разворачивается сюжетная линия Цириллы, спасающейся после взятия Цинтры армией Нильфгаарда.
События трёх сюжетных линий происходят в разное время и синхронизируются только в последней серии. Чародеи севера, включая Йеннифэр, дают нильфгаардцам бой при Соддене, а в это самое время недалеко от места битвы Геральт случайно встречает Цириллу. Последняя реплика первого сезона — вопрос княжны: «А кто такая Йеннифэр?». При этом остаётся неясным, выжила ли чародейка в схватке.
Уже после премьеры шоураннер проекта Лорен Шмидт Хисрич рассказала, что первый сезон — только фундамент истории, которая начнёт полномасштабно раскрываться во втором сезоне.

## В ролях
Основной состав
- Генри Кавилл — Геральт из Ривии
- Аня Чалотра — Йеннифэр из Венгерберга
- Фрейя Аллан — княжна Цирилла
- Джои Бэти — Лютик
- Эймон Фаррен — Кагыр
- Мианна Бёринг — Тиссая де Врие
- Ройс Пирресон — Истредд
- Мими Дивени — Фрингилья Виго
- Уилсон Мбомио — Дара
- Анна Шаффер — Трисс Меригольд
- Махеш Джаду — Вильгефорц

Второстепенный состав
- Ларс Миккельсен — Стрегобор
- Джоди Мэй — королева Калантэ
- Адам Леви — Мышовур
- Бьёрн Хлинур Харальдссон — король Эйст Турсеах
- Терика Уилсон-Рид — Сабрина Глевиссиг
- Юдит Фекете — Ваньелле из Бругге
- Эмма Эпплтон — княжна Ренфри
- Мацей Мусял — сир Лазло
- Тоби Бамтефа — сир Данек
- Шон Дули — король Фольтест
- Джозетт Саймон — Эитне
- Теренс Мэйнард — Арториус Виго
- Анна-Луиз Плауман — Зола

Приглашённые актёры
- Миа Маккенна-Брюс — Марилька
- Том Кэнтон — Филавандрель
- Наташа Кулзач — Торувьель
- Амит Шах — Торкве
- Джейсон Торпе — лорд Острит
- Бен Ламберт — король Вирфурил
- Джейд Крут — принцесса Адда
- Джулиан Райнд-Татт — Гилтайн
- Изобель Лэдлер — королева Калис
- Блэр Кинкейд — Крах ан Крайт
- Гая Мондадори — княжна Паветта
- Барт Эдвардс — Йож из Эрленвальда / Дани
- Марцин Чарник — ронин-маг
- Лукас Артур Инглэндер — Хиреадан
- Адель Они — Тея
- Колетт Тчантчо — Вея
- Джордан Ренцо — Эйк из Денесле
- Джереми Кроуфорд — Ярпен Зигрин
- Рон Кук — Борх Три Галки
- Элла-Рэй Смит — Фола
- Фрэнсис Мэджи — Йурга
- Фрида Густавссон — Висенна / мать Геральта

## Список серий
| № общий | № в сезоне | Название                                                          | Режиссёр                   | Автор сценария      | Дата премьеры   |
| --- | ---------- | ----------------------------------------------------------------- | -------------------------- | ------------------- | --------------- |
| 1 | 1          | «Начало конца» «The End's Beginning»                              | Алик Сахаров               | Лорен Шмидт Хиссрик | 20 декабря 2019 |
| Частично основано на рассказе «Меньшее зло» из сборника «Последнее желание». Ведьмак Геральт убивает кикимору и приезжает в Блавикен, чтобы получить деньги за убитого монстра. В это время в Блавикене враждуют между собой беглая княжна Ренфри (глава местной банды) и маг Стрегобор. Обе стороны призывают Геральта помочь им, получают отказ, но позже Геральт сталкивается с бандой и убивает всех её членов, включая Ренфри. Горожане, шокированные жестокостью Геральта, прогоняют его. В другой сюжетной линии войска Нильфгаардской империи вторгаются в королевство Цинтра и завоёвывают его, устроив резню в покорённой столице. Внучке королевы Цинтры Калантэ Цири удаётся сбежать (в последний момент её спасают от погони магические способности). |            |                                                                   |                            |                     |                 |
| 2 | 2          | «Четыре марки» «Four Marks»                                       | Алик Сахаров               | Дженни Клейн        | 20 декабря 2019 |
| Частично основано на рассказе «Край света» из сборника «Последнее желание». Действие в эпизоде распадается на три линии, не связанных между собой. Геральт знакомится с бардом Лютиком, а позже отправляется вместе с ним на поиски сильвана Торкве, выполняя заказ крестьян. Ведьмак сам попадает в плен к эльфам, для которых Торкве ворует семена и плоды; те соглашаются его отпустить. Цири пробирается по лесу, где получает помощь от эльфа Дары. Она находит беженцев из Цинтры, на их лагерь нападают войска Нильфгаарда, но Цири снова удаётся спастись. Ректор школы чародеек в Аретузе Тиссая де Врие покупает у крестьянской семьи уродливую горбунью Йеннифэр и начинает учить её магии. Йеннифэр сближается с чародеем Истреддом, он узнаёт, что в её жилах течёт эльфийская кровь. Учитель Истредда чародей Стрегобор поручает ему все разузнать о Йеннифэр. |            |                                                                   |                            |                     |                 |
| 3 | 3          | «Предательская луна» «Betrayer Moon»                              | Алекс Гарсия Лопес         | Бо ДеМайо           | 20 декабря 2019 |
| Основано на рассказе «Ведьмак» из сборника «Последнее желание». Геральт приезжает в Темерию, чтобы сразиться со стрыгой, терроризирующей это королевство. Местные власти не заинтересованы в услугах ведьмака, но ему помогает советница короля Трисс Меригольд. Геральт выясняет, что стрыга появилась из-за проклятия, наложенного придворным Остритом. Он всю ночь сражается с чудовищем, утром не даёт стрыге залезть в гроб, а ложится туда сам, после чего стрыга принимает человеческий облик. Йеннифэр заканчивает обучение в чародейской школе. Из-за эльфийского происхождения её собираются отправить в Нильфгаард, но она добивается отправки на родину. Ради этого Йеннифэр приходится перенести мучительную пластическую операцию: она становится красавицей, но теряет возможность иметь детей. Цири в своём бегстве от нильфгаардцев достигает Брокилонского леса. |            |                                                                   |                            |                     |                 |
| 4 | 4          | «Банкеты, ублюдки и похороны» «Of Banquets, Bastards and Burials» | Алекс Гарсия Лопес         | Деклан де Барра     | 20 декабря 2019 |
| Основано на рассказе «Вопрос цены» из сборника «Последнее желание» и рассказе «Меч предназначения» из сборника «Меч предназначения». В сюжетной линии, основанной на рассказе "Вопрос цены", Геральт появляется на пиру в Цинтре по приглашению Лютика и спасает от неминуемой смерти Йожа из Эрленвальда, возлюбленного принцессы Паветты. Калантэ одобряет брак дочери и Йожа, и благодаря этому с последнего спадает проклятие. В благодарность Йож обещает Геральту то, чего он не ждёт, и тут же выясняется, что Паветта беременна. Йеннифэр из Венгерберга пытается спасти от наёмного убийцы королеву Аэдирна и её дочь, но терпит неудачу (эта линия отсутствует в книжном первоисточнике, однако персонаж Калис — королева Лирии — упоминается в видеоигре «Кровная вражда: Ведьмак. Истории»). Цири находит убежище у дриад в Брокилонском лесу, а преследующий её нильфгаардец Кагыр узнаёт, где она. Становится известно, что при падении Цинтры смог выжить придворный чародей Мышовур. |            |                                                                   |                            |                     |                 |
| 5 | 5          | «Желания из бутылки» «Bottled Appetites»                          | Шарлотта Брандстром        | Снеха Курс          | 20 декабря 2019 |
| Основано на рассказе «Последнее желание» из сборника «Последнее желание». Геральт и Лютик случайно освобождают из кувшина джинна. Лютик из-за этого заражается магической болезнью, Геральт ищет помощи у ближайшего целителя, эльфа Хиреадана, а тот отсылает его к чародейке Йеннифэр. Та излечивает Лютика, планируя использовать его, чтобы заставить джинна восстановить её фертильность. Когда Лютик использует свое последнее желание, ничего не происходит: выясняется, что «хозяин» джинна Геральт. Ведьмак понимает, что джинн убьет Йеннифэр, и поэтому использует своё третье и последнее желание, чтобы её спасти (само желание остаётся неизвестным). Джинн исчезает. Йеннифэр спрашивает Геральта, каким было его третье желание, но тот не отвечает. Ведьмак и чародейка занимаются любовью. В другой сюжетной линии нильфгаардец Кагыр нанимает допплера, чтобы тот принял личность Мышовура. Последнего убивают. Позже Эитне позволяет Цири остаться в Брокилоне, но появляется лже-Мышовур и просит Цири и Дару уйти с ним. |            |                                                                   |                            |                     |                 |
| 6 | 6          | «Редкие виды» «Rare Species»                                      | Шарлотта Брандстром        | Хэйли Холл          | 20 декабря 2019 |
| Частично основано на рассказе «Предел возможного» из сборника «Меч предназначения». Авантюрист Борх и два его телохранителя, Теа и Веа, приглашают Геральта и Лютика поучаствовать в охоте на драконов. Йеннифэр тоже присоединяется к отряду вместе с бандой краснолюдов и «рубайл», профессиональных охотников на монстров. После ночевки в лагере группа обнаруживает, что рубайлы ушли. Краснолюды сокращают путь к горе, но мост рушится. Группа Борха жертвует собой, чтобы не подвергать остальных опасности. Выясняется, что дракон мёртв, а Теа и Веа охраняют драконье яйцо. Борх оказывается золотым драконом Виллентретенмертом. Впятером они защищают яйцо от рубайл. Геральт раскрывает Йеннифэр свое третье желание, связавшее их судьбы. Считая свои чувства искусственными, Йеннифэр разрывает отношения с ним и уходит. Разгневанный и обиженный, Геральт винит Лютика в своих несчастьях и надеется, что никогда больше с ним не встретится. В другой сюжетной линии Цири понимает, что за Мышовура себя выдаёт другое существо. Она попадает в плен к нильфгаардцу Кагыру, но тоже оказывается двойником и сбегает. Эльф Дара освобождает настоящую Цири, но, опасаясь за свою безопасность, покидает её.         |            |                                                                   |                            |                     |                 |
| 7 | 7          | «Перед падением» «Before a Fall»                                  | Алик Сахаров и Марк Джобст | Михаэль Островский  | 20 декабря 2019 |
| Основано на рассказе «Нечто большее» из сборника «Меч предназначения». Когда Нильфгаард готов вторгнуться в Цинтру, Геральт решает применить своё право неожиданности и потребовать Цири, чтобы защитить её. Королева Калантэ, не желая отказываться от последней оставшейся нити, связывающей её с дочерью, предлагает другую девушку вместо Цири. Геральт понимает, что его обманули, начинает конфликт с Калантэ и оказывается в цинтрийской тюрьме. Йеннифэр, посетив Истредда и не сумев восстановить отношения с ним, возвращается в Аретузу с колдуном Вильгефорцем. Тот объявляет о своем намерении сплотить магов для противостояния Нильфгаарду, но Йеннифэр отказывается к нему присоединиться. Братство голосует за нейтралитет, Тиссая, Вильгефорц, Трисс и некоторые другие маги решают сражаться. Тиссая убеждает Йеннифэр принять участие в борьбе. Нильфгаардцы вторгаются в Цинтру и берут штурмом столицу. Калантэ пытается отправить Цири с Геральтом, но тот уже сбежал из тюрьмы и бесследно исчез. Цири удаётся бежать из города самостоятельно |            |                                                                   |                            |                     |                 |
| 8 | 8          | «Нечто большее» «Much More»                                       | Марк Джобст                | Лорен Шмидт Хиссрик | 20 декабря 2019 |
| Основано на рассказе «Нечто большее» из сборника «Меч предназначения». Сбежав из Цинтры, Геральт защищает торговца от монстров-нежити, но теряет сознание из-за тяжёлой раны. Йеннифэр и другие маги укрепляют стратегически важную крепость Содден, чтобы предотвратить вторжение нильфгаардцев в другие северные королевства. В начавшейся битве обе стороны используют магию и несут тяжёлые потери. Тиссая пытается отговорить Фрингилью от помощи Нильфгаарду, но та атакует её. Вильгефорц сражается с Кагыром, проигрывает и оказывается сброшен с холма. Придя в себя, он убивает северного колдуна и переходит на сторону противника. Йеннифэр направляет мощный поток огня на врагов, ворвавшихся в крепость, а затем, по-видимому, исчезает. Цири будит женщина, у которой она прежде украла лошадь, и обнаруживает вокруг себя мёртвые тела. Женщина берет её на свою ферму. Тем временем Геральт видит во сне свою мать Висенну, которая ребёнком отдала его ведьмакам, а затем просыпается на телеге торговца. После прибытия на ферму он слышит, как женщина разговаривает с мужчиной о Цири. Ведьмак направляется в лес, там, наконец, встречает Цири и обнимает её. Девочка спрашивает Геральта, кто такая Йеннифэр. |            |                                                                   |                            |                     |                 |

## Производство и восприятие
О начале работы над первым сезоном «Ведьмака» стало известно в мае 2017 года. Проектом занялись компании Sean Daniel Company и Platige Image. В декабре 2017 года шоураннером проекта стала Лорен Шмидт Хиссрик. К январю 2018 года был завершён сценарий пилотного эпизода, в апреле стало известно, что первый сезон будет состоять из восьми серий и что съёмки будут проходить в Центральной Европе. Съёмки начались в Венгрии 31 октября 2018 года, официально закончились 30 мая 2019 года. В открытом доступе все восемь серий первого сезона оказались 20 декабря 2019 года.
Создатели сериала были заранее так уверены в его успехе, что ещё до премьеры запланировали съёмки второго сезона. На сайте-агрегаторе кинооценок Rotten Tomatoes рейтинг первого сезона составляет 66 % на основе 80 обзоров. Журналист Даррен Фрэнич из Entertainment Weekly поставил сезону самую низкую оценку, заявив, что «его предназначение — никогда больше не смотреть эту скукотень», но признался, что посмотрел полчаса первого эпизода и перешёл сразу к пятому, чем вызвал негативную реакцию со стороны зрителей.
В целом отклики рецензентов противоречивы. Первый сезон хвалят за атмосферность, качественную постановку боевых сцен, игру Генри Кавилла. Минусами сезона называют неоправданно сложную хронологию, слишком медленное развитие сюжета, когда финал последней серии выглядит скорее как завязка. Звучат мнения о несогласованности в действии комических и драматических элементов.